# Martina Gusmán
Martina Gusmán (Buenos Aires, 28 de outubro de 1978) é uma atriz e produtora cinematográfica argentina.